# Vicekorpral
Vicekorpral är en militär grad (OR-3) i Sveriges försvarsmakt för kontrakterad personal över menig 4 och under korpral. 
Graden är inte en gruppbefälsgrad utan för att kunna bli befordrad till vicekorpral krävs att soldaten/sjömannen ska ha arbetat som menig 4 i minst 1 år, alternativt vara anställd i en specialistbefattning.

## Gradbeteckningar i Sverige

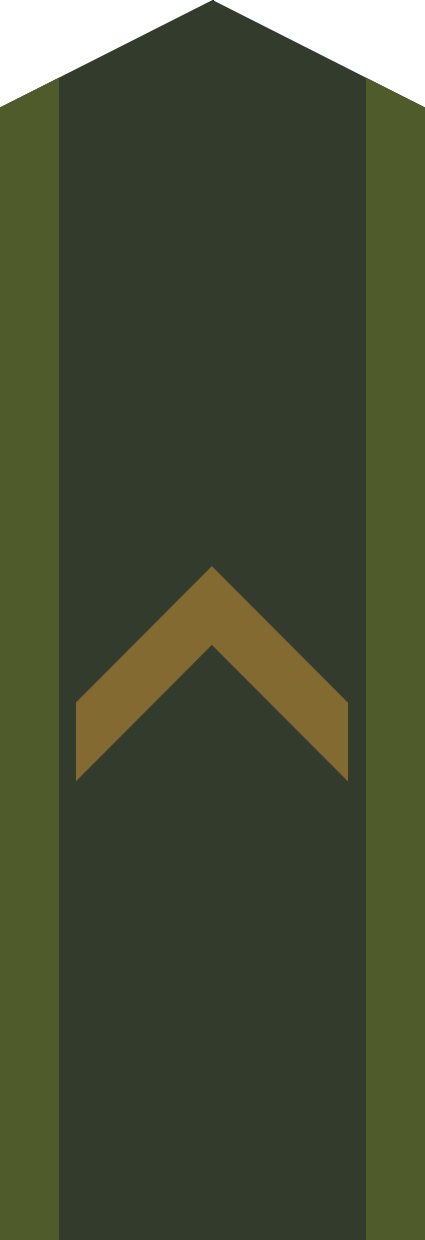
Armén (fältuniform 90)
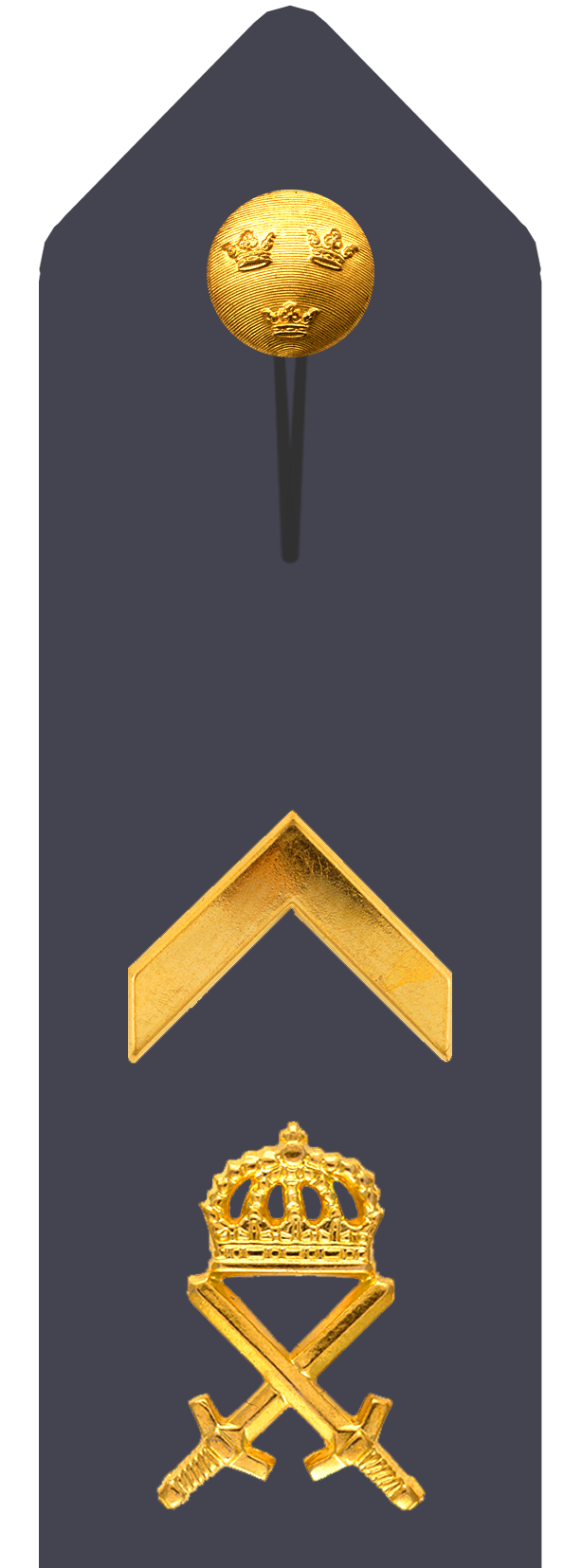
Armén (uniform m/87)
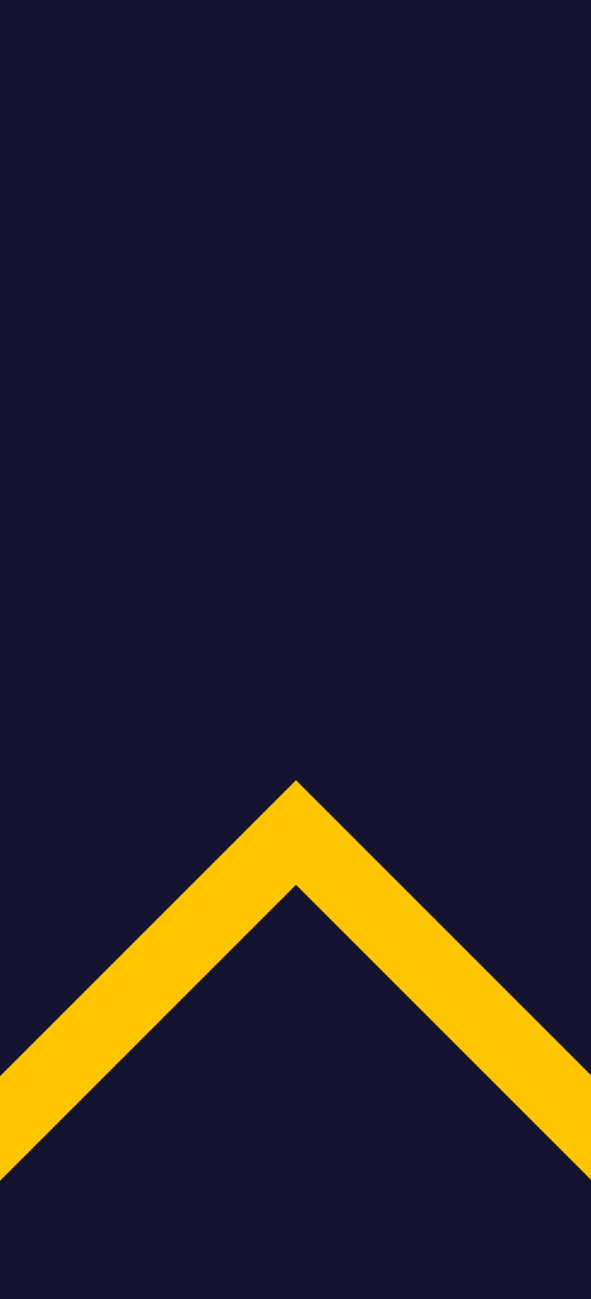
Flottan (fält/sjöstridsdräkt), utan yrkestecken
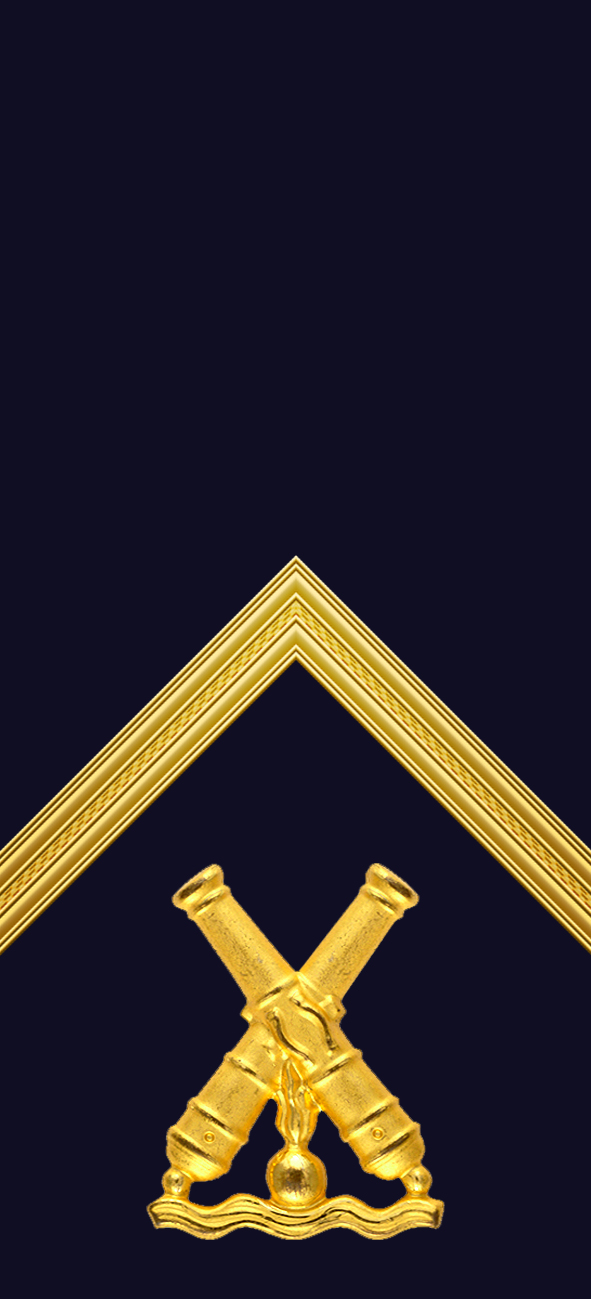
Amfibiekåren (uniform m/87)
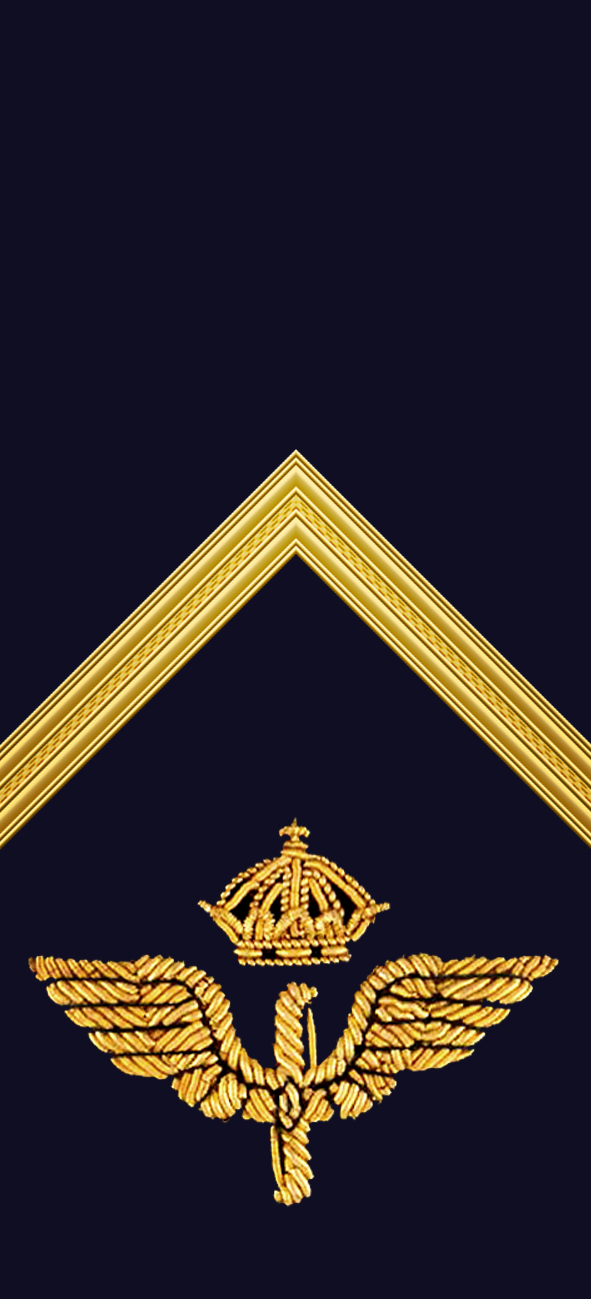
Flygvapnet (uniform m/87)
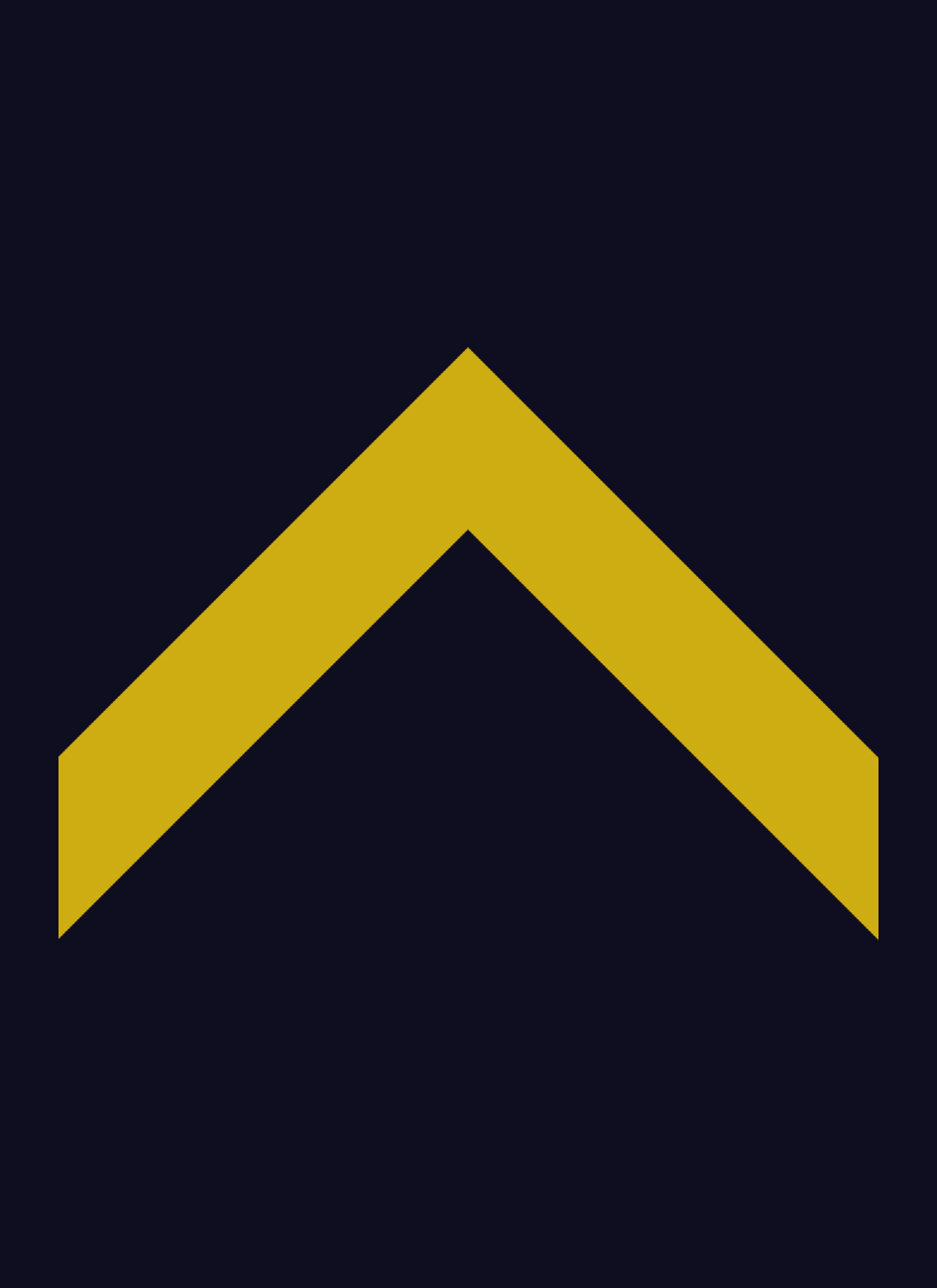
Flygvapnet (flygstridsdräkt)

## Historik
Historiskt var vicekorpralen korpralens ställföreträdare. Före 1972 var korpral den normala graden för en värnpliktig gruppchef, vicekorpralen var då en befälselev under utbildning till gruppchef. Vicekorpral motsvarades i artilleriet och luftvärnet av vicekonstapel.
Gruppbefäl gick direkt från menig till korpral, när cirka två månader av värnplikten återstod. Pluton- och kompanibefäl gick också direkt till att bli korpraler, dock långt innan huvuddelen av regementets årskull ankom.  
Vicekorpralsgraden avskaffades som militär grad i svenska försvarsmakten 1972 men infördes åter 2009. De tidigare vicekorpralerna blev 1972 korpraler, medan de tidigare korpralerna blev furirer.

### Drabantkåren
I Kunglig Majestäts drabanter var graden vicekorpral liktydigt med en ryttmästare eller kapten i den övriga armén.

## Internationella motsvarigheter
De internationella motsvarigheterna till vicekorpral motsvaras av de grader som officiellt (överenskommelse STANAG 2116) eller inofficiellt (genom ensidigt beslut av varje enskilt land) tillhör NATO-kod OR-3.
| Land                   | Grad                         | Gradbeteckning      |
| ---------------------- | ---------------------------- | ------------------- |
| Belgien                | Korporaal                    |                     |
| Danmark                | Overkonstabel af 1. grad     |                     |
| Estland                | Kapral                       | saknar motsvarighet |
| Finland                | Korpral (fi: korpraali)      |                     |
| Frankrike              | Caporal                      |                     |
| Förenta Staternas armé | Private First Class          |                     |
| Italien                | Caporal maggiore             | [ 3 ]               |
| Kanada                 | Corporal                     | [ 3 ]               |
| Lettland               | Dižkareivis                  |                     |
| Nederländerna          | Korporaal                    |                     |
| Norge från 2016        | Visekorporal 1. klasse       |                     |
| Polen                  | Plutonowy Starszy kapral     | [ 3 ]               |
| Portugal               | Cabo-adjunto                 | [ 3 ]               |
| Schweiz                | Obergefreiter                |                     |
| Spanien                | Soldado de primera           | [ 3 ]               |
| Storbritannien         | Lance-Corporal               |                     |
| Tyskland               | Hauptgefreiter Obergefreiter | [ 3 ]               |
| Österrike              | Korporal                     | [ 4 ]               |